# هركيان (سلماس)
هركيان هي قرية في مقاطعة سلماس، إيران. يقدر عدد سكانها بـ 405 نسمة بحسب إحصاء 2016.